# Lumbaquí
Lumbaquí es una ciudad del Ecuador, cabecera del Cantón Gonzalo Pizarro, en la Provincia de Sucumbíos. Tiene una población de 3.753 habitantes.

## Historia
La parroquia fue creada por misioneros carmelitas el 20 de noviembre de 1978, para llevar la doctrina de Cristo a los pueblos indígenas de la región y a los blancos que se dirigían a ella en busca de nuevas fuentes de trabajo que se generaron con las perforaciones petroleras.
Sobre el origen del nombre de Lumbaquí, unos creen que éste fue el nombre de un valeroso guerrero de nacionalidad Cofán, otros manifiestan que un poblado cercano se llamó Lumbaquí y pocos dicen que viene del Kichwa con el significado “Aquí me quedo”.

## Geografía
Lumbaquí se sitúa en el norte de Ecuador cerca de la frontera con Colombia. Se encuentra en el flanco oriental de la Cordillera Central. El área administrativa se divide en una parte occidental y otra oriental. Los dos ríos, Aguarico y Due, separan las dos partes del área en una zona estrecha de unos 2,5 km: La parte occidental del área limita al sur con el río Due y la oriental del área es atravesada por el río Aguarico. Cerca de la cabecera municipal de Lumbaquí confluyen las vías E10 proveniente de Julio Andrade y la E45 desde Baeza para continuar hacia el este hasta la capital provincial de Nueva Loja que se encuentra al este a unos 50 km.
La Parroquia Lumbaquí limita al este con la Parroquia El Dorado de Cascales (Cantón Cascales), al sur con la Parroquia Gonzalo Pizarro , al suroeste con la Parroquia El Reventador, y al oeste y norte con la Parroquia Puerto Libre. Con estas tres últimas parroquias forma el Cantón Gonzalo Pizarro.
El principal eje hidrográfico lo constituye el Río Aguarico que atraviesa la zona de noroeste a sureste. En su curso recibe en los alrededores de Lumbaquí afluentes como el Candue, el Due, el Lumbaqui, el Puchuchoa, el Cabeno, el Divino, el Totora, el Ushuaue y el Siuno.
La red vial está conformada por carreteras sin pavimentar de dos o más vías. Esta red va paralela al Oleoducto Transecuatoriano, junto con senderos y transporte fluvial.

## Lugares de interés
- Petroglifos de Lumbaquí - Son unos 18 grabados con figuras zoomorfas, antropomorfas y geométricas hechoscon surcos (bajo relieve) de aproximadamente 2 cm de ancho por 1 cm de profundidad. Las figuras representadas son estilizaciones de elementos del bosque tropical, como la serpiente, el mono y la figura humana.[3]
- Playa escondida - A 300 metros del puente del Río Aguarico, a 5 minutos de la vía interoceánica, ideal para disfrutar del sol, playa, arena y naturaleza, el vóley playero y deportes como el rafting.[4]
- Cascada de los Manantiales - Formada del caudal del río blanco, tiene una caída de agua de aproximadamente 6 metros, de origen rocosa, en la base se forma una poza de 3 metros de diámetro, sus aguas recorren en medio de paredes rocosas formando una nueva poza de 7 metros de diámetro.

## Clima
Los veranos son cortos, cálidos y mayormente nublados y los inviernos son cortos, calurosos, mojados y parcialmente nublados. Durante el transcurso del año, la temperatura generalmente varía de 22 °C a 33 °C y rara vez baja a menos de 20 °C o sube a más de 36 °C.
La mejor época del año para visitar Lumbaquí para las actividades de calor es desde principios de junio hasta finales de septiembre.

## Galería
|                   |
| Letrero turístico |

|                            |
| Iglesia Virgen de El Cisne |

|                 |
| Calle principal |

|                         |
| Petroglífos de Lumbaquí |

|              |
| Río Aguarico |